# Nicolas Hulot
Nicolas Hulot (Lille, 30 de abril de 1955) es el fundador y presidente de la Fundación Nicolas Hulot para la Naturaleza y el Hombre, entidad ambiental creada en 1990. Fue ministro de Transición Ecológica y Solidaria de Francia entre el 17 de mayo de 2017 y el 4 de septiembre de 2018. 
Es bastante conocido en Francia por su programa documental Ushuaïa, centrado en la naturaleza y el medio ambiente. En sus documentales fija su atención en el daño medioambiental causado por los humanos y en los cambios necesarios para proteger el planeta. 
Su popularidad le ha proporcionado algo de influencia en el ambiente político francés. En 2007 consiguió que cinco de los candidatos más importantes a presidente francés, incluyendo Nicolas Sarkozy, firmasen un acuerdo que daba prioridad a la crisis ecológica en cuanto a las prioridades políticas del gobierno. 
Nicolas Hulot fue precandidato para la elección presidencial de Francia de 2012, pero perdió las primarias del partido Los Verdes con Eva Joly. El presidente François Hollande lo nombró a finales de 2012 como «enviado especial para la protección del planeta».
Tras años de rechazar puestos ministeriales, el 17 de mayo de 2017 asumió como ministro de Transición Ecológica y Solidaria de Francia bajo el gobierno del primer ministro Édouard Philippe y el presidente Emmanuel Macron. El 28 de agosto de 2018, anunció su dimisión.

## Carrera
- 1973-78: fotógrafo de la agencia SIPA Presse
- 1978–87: productor y periodista radiofónico en Francia Inter
- 1992-95: editor en jefe de VSD Naturaleza
- 1976–93: organizador de expediciones
- 1987-95: productor y presentador de Ushuaïa, le magazine de l'Extrême en TF1
- 1996-97: productor y presentador de Operación Okavango en TF1
- 1998: productor y presentador de Ushuaïa Naturaleza en TF1
- 1990: creación de la Fundación Ushuaïa, que se rebautizó como Fundación Nicolas Hulot para la Naturaleza y el Hombre en enero de 1995
- 2011: se anuncia como candidato a la elección presidencial francesa de 2012.